# Stadtarchiv Münster
Das Stadtarchiv Münster (kurz SAM) ist das Archiv der kreisfreien Stadt Münster in Westfalen.
Es archiviert Dokumente aus der historischen Überlieferung Münsters seit dem Mittelalter bis heute. Es macht das Archivgut der Öffentlichkeit zugänglich und unterstützt Bürger bei der Recherche und Nutzung der Archivalien. Durch Veranstaltungen, Publikationen und Historische Bildungsarbeit fördert es die lokal- und regionalgeschichtliche Forschung und die kulturell-historische Identität der Stadt. Der Gesamtbestand an Archivgut umfasst ca. 4.600 lfd. Meter. Im Archiv befindet sich eine Bibliothek mit rund 20.000 Bänden zur Stadt- und Regionalgeschichte. Das Stadtarchiv wird seit 2019 von Peter Worm geleitet.

## Städtische Einrichtung

### Aufgaben und Zuständigkeiten
Das Stadtarchiv Münster ist eine Einrichtung der Stadtverwaltung und dem städtischen Dezernat für Soziales und Kultur zugeordnet. Es übernimmt und archiviert die Unterlagen des Rates, der Stadtverwaltung, der nachgeordneten Betriebe und Stiftungen sowie des ehemaligen Landkreises Münster. Neben der Verwaltungsüberlieferung bewahrt es auch die historischen Dokumente von mehr als fünfzig ehemaligen geistlichen und weltlichen Stiftungen, Armenhäusern und Spitälern der Stadt des Mittelalters und der Frühen Neuzeit. Gesonderte Vereinbarungen vorausgesetzt, archiviert es auch Sammlungen und Nachlässe aus Privatbesitz, Unterlagen von privatrechtlich organisierten Gesellschaften der Stadt sowie Vereins-, Handwerks- und Firmenarchive. Darüber hinaus hält das Stadtarchiv umfangreiche Bildsammlungen, Sammlungen von Plakaten, Karten und Plänen und Zeitungen zur Nutzung bereit. Neben der Übernahme des Archivguts gehören dessen Verwahrung, Pflege und Erhaltung sowie die Nutzbarmachung und Auswertung der Bestände zu den Aufgaben des Stadtarchivs. Seit 2015 bewirtschaftet das Stadtarchiv den größten Teil des städtischen Zwischenarchivs („Speicher 14“) mit mehr als 5.800 laufenden Metern Schriftgut.
Das Stadtarchiv Münster betreibt intensiv Historische Bildungsarbeit mit regelmäßigen Angeboten für Schüler und Studierende. Es führt eigene stadtgeschichtliche Forschungsprojekte durch und veröffentlicht lokalhistorische Beiträge in zwei Publikationsreihen: Quellen und Forschungen zur Geschichte der Stadt Münster und Kleine Schriften aus dem Stadtarchiv Münster. Die Quellen und Forschungen publizieren Ergebnisse stadtgeschichtlicher Forschungen und sind auf Quelleneditionen ausgerichtet. Für die Veröffentlichung kleinerer wissenschaftlicher Studien oder auch von hervorragenden Examens-, Magister- oder Masterarbeiten wurde die zweite Publikationsreihe Kleine Schriften 1998 aufgelegt.

### Lage und Nutzung
Das Stadtarchiv hat seit 2003 seinen Sitz im Gebäude An den Speicher 8 in der Speicherstadt im Münsteraner Stadtteil Coerde. Die Speicherstadt ist anschauliches Zeugnis für die zielgerichtete Kriegsvorbereitung der Nationalsozialisten nach 1936. Die Heeresstandortverwaltung baute damals auf dem verkehrstechnisch günstig gelegenen großen Gelände ein Heeresverpflegungshauptamt, das außer den neun Getreidespeichern auch eine Großbäckerei umfasste. In einem solchen historischen Speicher befinden sich die Magazine, die Verwaltung und auch der Lesesaal, der den Nutzerinnen und Nutzern innerhalb der Öffnungszeiten zur Verfügung steht. Dort können mit Hilfe der vorhandenen Findmittel Archivalien recherchiert und eingesehen werden. Hierfür stehen 15 Arbeitsplätze sowie Lesegeräte für Digitalisate und Mikrofilme zur Verfügung. Die Mitarbeiter des Stadtarchivs beraten die Nutzer bei der Suche nach Informationen zu stadtgeschichtlichen Themen und können weitergehende Auskünfte über die Bestände erteilen. Eine Vorbestellung von Archivalien ist möglich.
Die Nutzung von Archivalien ist gemäß dem Archivgesetz NRW und der Archivsatzung grundsätzlich jedem kostenfrei zugänglich. Gegebenenfalls sind jedoch Schutzfristen und weitere Einschränkungen zu beachten, zu denen die Mitarbeiter Auskunft erteilen können. Für die Einräumung von Nutzungs- und Veröffentlichungsrechten sowie Reproduktionen sind Gebühren zu entrichten.

## Bestände

### Archivalien und Findmittel
Der Gesamtbestand an Archivalien des Stadtarchivs Münster umfasst ca. 4.600 Regalmeter mit einer Laufzeit vom Hochmittelalter bis in die unmittelbare Gegenwart. Die älteste Urkunde aus dem Bestand Magdalenenhospital stammt von 1184. Es werden hier über 5.800 mittelalterliche und frühneuzeitliche Urkunden, 160.000 Akten, 10.000 Karten und Pläne, 5.000 Plakate und 70.000 Fotografien und 3.500 Postkarten und 1.100 Stadtansichten archiviert.
Das Stadtarchiv Münster hat die großflächige Zerstörung der Innenstadt Münsters im Zweiten Weltkrieg weitgehend ohne Überlieferungsverluste überstanden, da die gesamten Bestände bereits 1942 auf das Wasserschloss Wöbbel bei Detmold ausgelagert worden waren. Demgegenüber steht jedoch die nahezu vollständige Vernichtung der mittelalterlichen Stadtüberlieferung während der Täuferherrschaft im 16. Jahrhundert. Diese Verluste können durch parallele Überlieferungen anderer in der Stadt ansässiger Institutionen und spätere Zukäufe teilweise kompensiert werden. Es wird vermutet, dass schon bei einem Brand der Domburg und der Kaufleutesiedlung 1121 als Folge der Belagerung der Stadt durch den Sachsenherzog Lothar von Supplinburg während des Investiturstreits wesentliche Teile des Archivs von Bischof und Domkapitel vernichtet wurden. Aufgrund dessen haben sich nur wenige Urkunden und Dokumente der frühen Stadtgeschichte erhalten.
Abgesehen von diesen beiden für die städtische Überlieferung folgenreichen Ereignissen blieb das städtische Archiv weitgehend von weiteren Verlusten verschont. Die frühneuzeitliche und moderne Schriftüberlieferung ist deshalb nahezu lückenlos erhalten. Die Bestände der Stadt Münster selbst umfassen dabei die Dokumente der fürstbischöflichen Zeit seit der Täuferherrschaft bis 1802 und im Folgenden die Registraturen der preußischen Stadtverwaltung von 1802 bis 1945 sowie das moderne Verwaltungsschriftgut seit 1945. Zu dieser genuin städtischen Überlieferung mit den beschriebenen Verlusten kommen als weitere Bestände das Archiv des ehemaligen Landkreises Münster und die Archive der ehemals eigenständigen Ämter St. Mauritz, Roxel und Wolbeck im Umkreis der Stadt hinzu (1816–1975). Darüber hinaus bewahrt das Stadtarchiv die Überlieferung der Stiftungen und einer Vielzahl von privaten Vereinen, Bruderschaften und Zusammenschlüssen der Bürgerschaft.
Detaillierte Informationen zu den einzelnen Beständen des Stadtarchivs können der gedruckten Beständeübersicht entnommen werden. Sie steht in einer aktuelleren Form auch digital über das Portal „Archive in Nordrhein-Westfalen“ zum Abruf bereit. Zur Recherche nach einzelnen Archivalien und Bestellsignaturen stehen Findmittel im Lesesaal zur Verfügung. Fast 200 Findbücher sind über das genannte Portal auch im Internet frei einsehbar.
Von besonderem Interesse für die Familienforschung sind die im Stadtarchiv archivierten Personenstandsregister, Einwohnermeldeverzeichnisse und -unterlagen sowie Adressbücher. Mit der Personenkartei Theissing, der Genealogischen Sammlung und verschiedenen Veröffentlichungen zum Thema stehen verschiedene Hilfsmittel zur selbstständigen Erschließung der Bestände zur Verfügung.
Das Stadtarchiv pflegt daneben eine sachthematisch gegliederte Zeitungsausschnittsammlung mit Beiträgen zu politisch, gesellschaftlich und kulturell relevanten Ereignissen und Debatten der Stadt. Dabei handelt es sich überwiegend um vollständige Exemplare und Ausschnitte aus lokalen Tageszeitungen ab 1754 im Original und als Mikrofilm. Die Sammlung ist im Lesesaal freihändig einsehbar.

### Bibliothek
Die Bibliothek des Stadtarchivs mit ca. 30.000 Bänden steht als Präsenzbibliothek im Lesesaal zur Nutzung durch Wissenschaft und Öffentlichkeit zur Verfügung. Der thematische Schwerpunkt liegt auf Publikationen zur Stadt- und Regionalgeschichte. Das älteste Buch entstand im Jahre 1516. Daneben werden auch Festschriften, Schülerzeitungen, Examensarbeiten etc. mit Bezug zur Stadtgeschichte gesammelt. Dies gilt in Auswahl auch für im Rahmen der Archivpädagogik erstellte Schülerarbeiten und fast alle in der Stadt entstandenen Beiträge zum Geschichtswettbewerb des Bundespräsidenten.

## Öffentlichkeitsarbeit und Archivpädagogik
Das Stadtarchiv Münster ist als städtische Kultureinrichtung Teil der vielfältigen kulturellen und wissenschaftlichen Landschaft der Universitätsstadt Münster. Einmal im Monat wird bei den sogenannten Themenabenden ein öffentlicher Vortragsabend zur Stadtgeschichte angeboten, der oft mit den Archivalien im Stadtarchiv in Bezug gesetzt wird. Führungen geben die Gelegenheit, einen Einblick in sonst verschlossene Bereiche zu bekommen und Informationen zur Nutzung der Bestände zu erhalten. Zu bestimmten Themenschwerpunkten werden auch Führungen zu Orten der Stadtgeschichte außerhalb des Archivs angeboten. Das Stadtarchiv Münster kooperiert darüber hinaus mit den anderen in der Stadt ansässigen Archiven und richtet mit ihnen gemeinsam unter anderem den alle zwei Jahre stattfindenden Tag der Archive aus.
Mit dem Portal Stadtgeschichte Online stellt das Stadtarchiv eine digitale Plattform zur Verfügung, auf der sich Interessierte über verschiedene Aspekte der jüngeren Stadtgeschichte informieren können. Der Schwerpunkt liegt dabei auf geschichtlichen Ereignissen und Themenkomplexen der Frühen Neuzeit und der ersten Hälfte des 20. Jahrhunderts, die im Zusammenhang mit aktuellen Themen der Stadtgesellschaft und der historischen Erinnerungskultur stehen.
Eine Besonderheit des Stadtarchivs Münster stellt der Fokus auf die Archivpädagogik als Teil der Öffentlichkeitsarbeit dar. Sie richtet sich an Schüler aller Schulformen und Jahrgangsstufen in Kooperation mit Schulen in der Stadt. Es pflegt u. a. fünf Bildungspartnerschaften mit dem Gymnasium Paulinum, der Marienschule, dem Städt. Gymnasium Wolbeck, dem Städt. Ratsgymnasium, und seit 2020 mit dem Overbergkolleg und hat zahlreiche Schülerarbeiten zum Geschichtswettbewerb des Bundespräsidenten mit betreut. Diese intensive Vorbereitung und Begleitung der Teilnahme am Geschichtswettbewerb des Bundespräsidenten hat dazu geführt, dass die Schulen Münsters in Kooperation mit dem Stadtarchiv regelmäßig mit mehr als einhundert Einreichungen die mit weitem Abstand höchste Beteiligung an diesem Wettbewerb aufweisen können. Zahlreiche Landes- und Bundessieger sind aus dieser Zusammenarbeit hervorgegangen.

## Geschichte des Stadtarchivs
Das Stadtarchiv verfolgt seine eigene Geschichte bis in das letzte Drittel des 16. Jahrhunderts zurück. Um 1570 erwähnte Hermann von Kerssenbrock in seiner Darstellung der Geschichte Münsters erstmals die Schriverie als Ratsschreibstube, in der aller Wahrscheinlichkeit nach auch die Dokumente der Stadt verwahrt wurden. 1636 wurde das Archiv nachweislich in eigenen Räumlichkeiten im Schmiedeturm des Rathauses untergebracht. Aus dieser Zeit stammt auch das erste erhaltene Beständeverzeichnis. Mit der Auflösung des Hochstifts Münster 1802/03 und der Säkularisation vieler geistlicher Einrichtungen und Stiftungen gelangten deren Akten und Urkunden in den Besitz des Stadtarchivs. Auch im nun preußischen Münster blieb das Archiv weiterhin integrierter Teil der Stadtverwaltung und im Rathaus angesiedelt.
Das Ratsarchiv, das gelegentlich auch Altes Archiv oder noch unschärfer Historisches Archiv genannt wird, erhielt seine vorliegende Form und Gliederung in der Zeit zwischen 1855 und 1860. Als Schöpfer gilt ein gewisser Krabbe, der vermutlich als Domrendant oder Domwerkmeister Anton Krabbe, der von 1851 bis 1875 als Domkapitelarchivar tätig war, identifiziert werden kann. Er formierte 18 Sachgruppen (I-XVIII) und ordnete die Archivalieneinheiten, möglichst chronologisch, wenn nötig nach weiteren Sachuntergliederungen, diesen zu. Die Einheiten nummerierte er mit arabischen Ziffern durch. Die heute existierenden Sachgruppen oder Teilbestände A I bis A XVII wurden noch von Krabbe so formiert und verzeichnet. Ursprünglich gab es den Teilbestand A XVIII „Senats-Protocolle“. Dieser wurde später aufgelöst, und die Protokollbände wurden dem Teilbestand A II „Ratsangelegenheiten“, der bis dahin „Ratswahlen“ geheißen hatte, angegliedert. Der Teilbestand A XVII „Miscellanea“ umfasste zu Krabbes Zeiten lediglich 79 Einheiten; er wurde im Laufe der Zeit noch erheblich erweitert. Im 20. Jahrhundert wurden weitere kleinere Eingriffe am Ratsarchiv vorgenommen.
Gegen 1870 scheint es bauliche Verbesserungen der Archivräumlichkeiten gegeben zu haben. Magistrat und Stadtverordnetenversammlung entschieden sich nun, ab September 1870 einen Archivar im Nebenamt zu beschäftigen. Gegen ein Honorar von 100 Talern jährlich konnte Gymnasial-Oberlehrer Adolph Hechelmann dafür gewonnen werden. Eine „Archiv-Commission“ fertigte eine „Dienst-Instruction“ für den Archivar und „Bestimmungen über die Benutzung des städtischen Archivs“. Die Hauptaufgabe der ersten Stadtarchivare bestand in der Führung einer städtischen Chronik. Das Amt wurde in der Folge von verschiedenen Persönlichkeiten ausgefüllt, die eine historische oder juristische Ausbildung an der Universität genossen hatten und hauptberuflich als Lehrer oder Rechtsanwälte tätig waren. Seit 1898 wird die mit Unterbrechungen bis heute fortgeführte Reihe Quellen und Forschungen zur Geschichte der Stadt Münster i.W. herausgegeben.
Nach über 40 Jahren der nebenamtlichen Leitung wurde 1913 erstmals ein hauptamtlicher Archivar in die Leitung des Stadtarchivs berufen, das damit gleichzeitig als eigenständige Institution etabliert und aus der engeren Stadtverwaltung herausgelöst wurde. Der zum Stadtarchivar ernannte Eduard Schulte vereinte als Historiker und Jurist die Qualifikationen seiner Vorgänger und füllte das Amt bis 1945 aus. Die Beurteilung seiner Person fällt in der Rückschau ambivalent aus. Nach dem Ende des Dritten Reiches wurde Schulte aus dem Dienst entfernt und vorübergehend inhaftiert, da er bereits seit 1930 in der NSDAP engagiert war und wichtige Parteiämter innehatte. In seiner langen Amtszeit legte er jedoch auch wichtige Grundlagen für die weitere Arbeit des Stadtarchivs und machte sich um die Erforschung und Veröffentlichung der Münsteraner Stadtgeschichte verdient. Die systematische Erschließung der Bestände wurde unter ihm begonnen. Der bis dahin weitgehend verlorene mittelalterliche Urkundenbestand wurde durch Ankäufe zum Teil wieder aufgebaut (heute Teil der Allgemeinen Urkundensammlung). Seine Entscheidung, das Archivgut zusammen mit der historischen Ausstattung des Friedenssaales im Rathaus bereits 1942 auszulagern, rettete das bedeutende historische Erbe der Stadt mutmaßlich vor der vollständigen Vernichtung. Auch die bis heute vom Stadtarchiv betriebene intensive Öffentlichkeits- und Publikationstätigkeit hat ihren Anfang in seiner Amtszeit, in der erstmals mit den Beständen des Archivs erstellte Stadtchroniken veröffentlicht und Ausstellungen durchgeführt wurden.
Seit 1945 ist das Stadtarchiv Teil der städtischen Kulturverwaltung. War es nach Ende des Zweiten Weltkrieges zunächst im historischen Krameramtshaus am Alten Steinweg untergebracht, bezog es 1978 das im Krieg erhaltene Kapellengebäude des Lotharinger Klosters an der Hörsterstraße, in unmittelbarer Nähe des damaligen Staatsarchivs, heute Landesarchiv NRW Abteilung Westfalen, am Bohlweg. Daneben wurden verschiedene über die Stadt verteilte Liegenschaften als weitere Magazinfläche genutzt. Leiter des Archivs war von 1986 bis 2005 Franz-Josef Jakobi. 
Der zunehmende Raumbedarf für Mitarbeiter, der Nutzenden und Archivalien, der sich im historischen Gebäude nicht realisieren ließ, führte 2003 zu einer weiteren tiefgreifenden Veränderung. Mit dem Umzug an einen neuen Standort im Speicher 8 der Speicherstadt im Außenstadtteil Coerde konnten die dringend benötigten Arbeits- und Magazinflächen gewonnen und langfristiges Entwicklungspotential gesichert werden. Den Nutzern steht seitdem ein moderner Lesesaal zur Verfügung. Seit 2016 verfügt das Stadtarchiv im Gebäude An den Speicher 14 über weitere Lagerkapazitäten für Bestände des Zwischen- und Endarchivs. Im April 2022 konnte ein weiteres knapp 400m² Magazin im LWL-Zentralmagazin, das auch auf dem Gelände der Speicherstadt liegt, in Betrieb genommen werden.

## Leitung
| Nebenamtliche Archivleiter             | Amtszeit  |
| -------------------------------------- | --------- |
| Gymnasial-Oberlehrer Adolph Hechelmann | 1870–1874 |
| Gerichtsassessor Heinrich Geisberg     | 1874–1895 |
| Otto Hellinghaus                       | 1895–1899 |
| Viktor Huyskens                        | 1899–1913 |
| Hauptamtliche Archivleiter             | Amtszeit  |
| Eduard Schulte                         | 1913–1945 |
| Ernst Hövel                            | 1945–1954 |
| Joseph Prinz                           | 1954–1961 |
| Helmut Lahrkamp                        | 1961–1985 |
| Franz-Josef Jakobi                     | 1985–2005 |
| Hannes Lambacher                       | 2005–2018 |
| Peter Worm                             | seit 2019 |